# ابن شخبا عسقلانی
حسن بن محمد عسقلانی با کنیهٔ ابوعلی و لقب‌های شیخُ المجید و ذوالفضیلتین، شهرت‌یافته به ابن شخباء عسقلانی (؟ -۱۰۹۱) نویسنده و شاعر عربی فلسطینی در سدهٔ پنجم هجری بود که در بیشتر در مصر زیست؛ او کاتب دیوانِ رسائل خلیفهٔ فاطمی، مستنصر بود. ابن خلکان در وفیات الأعیان دربارهٔ ابن شخباء گفته «در خزانهٔ بنود (از زندان‌های قاهره) در ۴۸۴ق کشته شد»، به تهمتی که معلوم نیست. اخوانیات از او به جا مانده و دیوان اشعارش گمشده‌است. از رسائلِ اخوانیات او معلوم می‌گردد که بر فنون ادبی و علمی گوناگون روزگارش دانا بوده‌است.   